# 伊倉愛美
伊倉 愛美（いくら まなみ、1994年（平成6年）2月4日 - ）は、日本の女優、歌手。埼玉県出身。
芸能事務所には所属せず現在はフリーランス（元太田プロダクション所属）。実兄に元俳優の伊倉慎之介がいる。

## 略歴
1995年に赤ちゃんの雑誌のモデルなどとして芸能活動を始める。翌年、『いないいないばあっ!』の虫さん役で出演によりTVデビュー。1997年、クレヨンからファイブ☆エイトへ移籍。2000年4月から『ひとりでできるもん!』に主人公・今田まい（3代目まいちゃん）役としてレギュラー出演。
2002年、以前所属していたクレヨンに再度移籍。歯並びを安定させる目的もあり、芸能活動を減らしていた。
2004年4月から『天才てれびくんMAX』にてれび戦士として3年間出演。

2007年、スターダストプロモーションに移籍。「ももいろクローバー」（現ももいろクローバーZ）のメンバーとして2008年5月17日の結成から同年12月29日に卒業するまで在籍した。卒業すると同時に伊倉を含めた3人（伊倉、藤白すみれ、春日南歩）で新アイドルユニット「クリィミー・パフェ」を結成、活動を開始。
2009年12月27日「クリィミー・パフェ」の活動休止を発表し、同月29日を最後に同グループの活動を休止した。翌2010年6月にスターダストプロモーションを退社。同年10月25日、アメーバブログで「いくらなんでもまなみんみん日記」を開始。同年12月5日、ブログで太田プロダクション移籍を発表。
2011年8月31日、GREEで公式ブログを開始（アメーバブログと内容はほぼ同じである）。同年9月14日、アメーバブログでオフィシャルブログとして登録され、タイトルが「いくらちゃんねる」となる。2012年12月6日、Facebookを開始。

2015年3月9日、愛知県のNAGOYA CLUB QUATTROにて行われた、ももいろクローバーZの高城れにのソロコンサート「高城の60分4本勝負・第二部」に飛び入り参加し、歌声を披露。当日の事を伊倉の公式ツイッターにて「ももクロのれにのソロコンサートの2部に飛び入り参加してきました！！すごく楽しかった〜♪そしてれに推しの方々が本当にあったかかったです(T ^ T)ありがとうございましたっ！」と綴っている。この日は高城とデュエットで「ももいろパンチ」を歌った。尚、シングル曲のジャケット写真に伊倉は写っていないが、実際は伊倉の歌声が収録されていることを明かした。
そのため、高城とデュエットした際にはシングルCD同様、2サビをソロで歌った。最初は観客として行く予定だったが、前日に高城と電話をした際、「YOU、出ちゃいなYO」と高城に半ば強引に誘われ、急いで高城のイメージカラーである紫の服を探し出したとステージ上で語っている。ステージには紫（実際は薄紫）のニットで出演。
2016年11月18日、青山月見ル君思フにて初のソロワンマンライブ「イクラのフライデーナイトライブ! 略してイクラフライ」開催。公演ではかつての事務所の同僚である和川美優と藤白すみれもゲスト出演し、クリィミー・パフェのオリジナル曲「恋するオトメゴコロ」を歌唱した。
2019年5月31日、太田プロダクションを退社しフリーランスになる。2020年4月15日、自身初のソロCDアルバム『ORGANIC』（オーガニック）を配信リリース。
2022年9月18日、中学高校の同級生と結婚したことを発表した。2024年5月15日に妊娠していることを発表、10月16日に第1子となる男児を出産した。

## 人物
- 青山学院女子短期大学卒業[13]。
- 槙田紗子（元PASSPO☆）[14]と辻野泉葉（元教育的指導!!せんせ〜しょん's）[15]は高校の同級生。辻野とは舞台でも共演経験があり[15]、槙田は後述の『エクストリームBeauty』のオープニングダンス振付を手掛けた[16]。
- 憧れの女優は柴咲コウ。
- 自身の性格については「負けず嫌い」であると語っている。

## 作品

### シングル
参加作品
- 2001年 運動会用CD ビバ!キッズ体操〜ミッキーマウス・マーチ〜（2001年）
- 2001年 はっぴょう会・おゆうぎ会用CD1 てちてちまーち（2001年）
- 2002年度用 運動会用CD4 FUNK大漁節（2002年）
- 2002年 はっぴょう会・おゆうぎ会用CD2 じょんがらまつり（2002年）

### アルバム
参加作品
- NHKひとりでできるもん! タンタタ・タウンへチックタック!（2000年10月21日）
- NHKひとりでできるもん! ベスト60（2001年2月21日）
- NHKひとりでできるもん!（2001年4月21日）
- NHKひとりでできるもん!（2001年10月20日）

ソロ作品
| #  | タイトル               | 作詞               | 作曲     | 編曲     | 閲覧                            |
| -- | ---------------------- | ------------------ | -------- | -------- | ------------------------------- |
| 1. | 「愛だの恋だの」       | 伊倉愛美           | 柳田豪太 | 柳田豪太 | 歌詞 MV（Short ver.） - YouTube |
| 2. | 「ラブソング」         | 伊倉愛美           | 柳田豪太 | 柳田豪太 | 歌詞                            |
| 3. | 「砂の城」             | 伊倉愛美           | 柳田豪太 | 柳田豪太 | 歌詞 MV - YouTube               |
| 4. | 「ビーズの泡」         | 伊倉愛美           | 柳田豪太 | 柳田豪太 | 歌詞                            |
| 5. | 「YOUR BIRTHDAY」      | 伊倉愛美           | 柳田豪太 | 柳田豪太 | 歌詞                            |
| 6. | 「ナチュラルベイビー」 | 伊倉愛美           | 柳田豪太 | 柳田豪太 | 歌詞                            |
| 7. | 「BALLOON」            | 伊倉愛美           | 柳田豪太 | 柳田豪太 |                                 |
| 8. | 「CAMBUS」             | 柳田豪太、伊倉愛美 | 柳田豪太 | 柳田豪太 | 歌詞                            |

### 映像作品
- 17すまいる（2011年9月24日、竹書房）
- Manami X（2013年6月28日、エスデジタル）
- あなただけに（2015年3月20日、イーネットフロンティア）

## 出演

### テレビドラマ
- 月曜ドラマスペシャル 涙のアンパンマン・マーチ（1997年、TBS）
- 土曜グランド劇場 D×D（1997年、日本テレビ）
- 成田離婚（1997年、フジテレビ）
- サスペンスオムニバス Y氏の隣人（1998年、TBS）
- 花王 愛の劇場 空への手紙（1999年6月7日 - 7月30日、TBS） - 大空珠美 役
- てっぺん（1999年、テレビ朝日）
- はみだし刑事情熱系4（1999年、テレビ朝日）
- 火曜サスペンス劇場 外科医・有森冴子（2000年、日本テレビ）
- 金曜エンタテイメント 児童虐待調査官・百瀬なつきの事件ファイル（2000年、フジテレビ）
- 月曜ドラマスペシャル ラーメン屋源ちゃんの人情事件簿・札幌ススキノ殺人事件（2000年、TBS）
- 日常恐怖劇場 念珠〜オモヒノタマ〜（2003年、衛星劇場）
- 花衣夢衣 第2部（2008年5月5日 - 6月9日、東海テレビ） - 羽嶋梨花 役
- 仮面ライダーW 第17・18話（2010年1月10日・17日、テレビ朝日） - 久保田弥生 / バード・ドーパント 役
- 3年B組金八先生 ファイナル（2011年3月27日、TBS） - 増田祐美 役
- のり子、ソウルへ行く!（2011年9月11日、KBS） - 森みゆき 役
- PRICELESS〜あるわけねぇだろ、んなもん!〜 第3・4話（2012年11月5日・12日、フジテレビ） - 模合奈美 役
- 海賊戦隊ゴーカイジャー 第39話（2011年11月20日、テレビ朝日） - 女子生徒 役
- 土曜ワイド劇場 逆転報道の女3（2014年4月19日、朝日放送） - 浅野美咲 役
- 水曜ミステリー9 監察医 篠宮葉月 死体は語る15（2014年8月27日、テレビ東京） - 仙道みゆき 役
- ごめんね青春!（2014年10月12日 - 12月21日、TBS） - 生徒 役
- 戦後70年ドラマスペシャル 妻と飛んだ特攻兵（2015年8月16日、テレビ朝日） - 藤田幸子 役[17]
- 青春探偵ハルヤ〜大人の悪を許さない!〜（2015年10月15日 - 12月24日、読売テレビ） - 冬本薫 役
- 彼女とご飯を食べる僕（2020年9月11日 - 2021年02月19日、Cinematech） - みどり役

### バラエティ
- いないいないばあっ!（1996年 - 1997年、NHK教育） - 子役の赤ちゃん 役
- ひとりでできるもん!（2000年4月3日 - 2002年3月29日、NHK教育） - 今田まい 役
- 天才てれびくんMAX（2004年4月 - 2007年3月、NHK教育） - てれび戦士
- 熱血BO-SO TV（2013年3月9日 - 2020年3月28日、千葉テレビ） - 熱血非常勤社員
- DHCキレイを磨く!エクストリームBeauty（2015年9月28日 - 2019年3月27日、旧称・キレイになれる生放送 エクストリーム昼休み、DHCテレビ（TOKYO MXなどでも放送していた。））MC[16]

### CM
- JA共済
- NPフィルム、ワンラップ（1998年）
- 日清オイリオ、キャノーラ油（1998年）
- セガトイズ、アンパンマン森の中のゆうえんち（1999年）
- 紀文食品、紀文のおせち（1999年）
- ナショナル、石油エアコン（1999年）
- ベネッセコーポレーション、こどもちゃれんじ（2002年）
- トヨタ自動車、ラウム（2002年）
- ハウス食品、こくまろカレー（2002年）
- マクドナルド、ハッピーセット ポケモン（2003年）
- みてねっと!（2003年）プロモーションビデオ
- 池田模範堂、ムヒ（2004年）
- スクール21（2005年）スチル
- ポプラディアネット（2006年）スチル
- 光文書院、布教材（2007年）スチル
- 学校法人須磨学園（2007年）スチル
- 東京個別指導学院（2007年）スチル
- 矢部プロカッティング（2007年）スチル
- nangi「VIVID」（2007年）プロモーションビデオ
- 任天堂、わがままファッション ガールズモード（2008年）
- 及川光博「GO AHEAD!!」（2008年）プロモーションビデオ
- バーボンズ「autumn」（2008年）プロモーションビデオ
- バーボンズ「雪国」（2008年）プロモーションビデオ
- バーボンズ「絆」（2009年）プロモーションビデオ
- MixChannel（2017年）

### ラジオ
- パックンたまご（2012年4月22日 - 10月14日、MBSラジオ）

### 映画
- 地球防衛ガールズP9（2011年、ファイヤークラッカー） - 金城六樹 役
- 短編映画「みかんのはなし」（2020年、三ヶ日町観光協会）[動画 2]

### 舞台
- LIVING ADV「STEINS;GATE」（2013年10月12日 - 10月20日） - フェイリス・ニャンニャン役
- 東京女子演劇部
  - 「聖澤女学院物語 ラストディーバ」（2014年4月3日 - 6日、六行会ホール）[15]
  - 「Drifting Girls（ドリフティングガールズ）」（2015年6月25日 - 28日、六行会ホール）[17]
- ヒット撃つまで僕達は死ねない（2018年3月14日 - 18日、中野ザ・ポケット） - 桜役[18]
- ミュージカル「未完の贈り物」（2019年9月11日 - 16日、BOX in BOXTHEATER）[19]

### 動画
1. ↑  【1stアルバム】ORGANIC・伊倉愛美 サビメドレー - YouTube（2020年5月13日）2021年4月8日閲覧。
2. ↑  短編映画「みかんのはなし」三ヶ日町観光協会 - YouTube（2020年11月20日公開）2021年4月8日閲覧。